# Jeanine Lieffrig
Jeanine Lieffrig (* 12. April 1938) ist eine ehemalige französisch-südafrikanische Tennisspielerin. Teilweise werden für den Vornamen auch die Schreibweisen Jeannine und Janine verwendet.

## Karriere
Im Jahr 1959 gewann Lieffrig mit Michel Chevalier im Mixed bei der Sommer-Universiade  Silber gegen die Paarung Maria Chiara Ramorino und Massimo Drisaldi.
Lieffrig trat zwischen 1961 und 1970 zehnmal im Einzelwettbewerb der Internationalen Französischen Meisterschaften bzw. der French Open an. Ihre besten Ergebnisse hatte sie mit dem Erreichen der Achtelfinale im Jahr 1962, das sie gegen Edda Buding verlor, und 1966, als sie gegen Ann Haydon-Jones eine Niederlage erlebte. Bei den anderen Grand-Slam-Turnieren nahm sie seltener und weniger erfolgreich am Einzel teil. Im Doppel feierte Lieffrig im Jahr 1965 ihre größten Erfolge. Bei ihrer einzigen Teilnahme bei den Australian Championships an der Seite von Françoise Dürr unterlagen sie im Viertelfinale. Bei den Französischen Meisterschaften und bei den Wimbledon Championships spielte sie sich mit derselben Doppelpartnerin bis ins Finale. Im Stade Roland Garros verloren sie gegen die Paarung Margaret Smith und Lesley Turner, in London mussten sie sich Maria Bueno und Billie Jean King geschlagen geben.
Lieffrig spielte zwischen 1963 und 1968 für die französische Mannschaft beim Federation Cup. Hier gewann sie zwölf ihrer 21 Matches.
Lieffrig spielte auf der Seniorentour für Südafrika Tennis. So wurde sie 2009 Meisterin in der Klasse 70+.

## Finalteilnahmen bei Grand-Slam-Turnieren

### Doppel
| Nr. | Datum        | Turnier                                   | Belag | Partnerin      | Finalgegnerinnen                | Ergebnis |
| --- | ------------ | ----------------------------------------- | ----- | -------------- | ------------------------------- | -------- |
| 1.  | 29. Mai 1965 | Internationale französische Meisterschaft | Sand  | Françoise Dürr | Margaret Smith Lesley Turner    | 3:6, 1:6 |
| 2.  | 2. Juli 1965 | Wimbledon Championships                   | Rasen | Françoise Dürr | Maria Bueno Billie Jean Moffitt | 2:6, 5:7 |